# Хелмно (Кольський повіт)
Хелмно (пол. Chełmno, нім. Kulmhof an der Nehr) — село в Польщі, у гміні Домб'є Кольського повіту Великопольського воєводства.
Населення — 342 особи (2011).
У 1975-1998 роках село належало до Конінського воєводства.
Під час Другої світової війни на цій території знаходився табір смерті у якому загинуло від 152,000 осіб.

## Демографія
Демографічна структура станом на 31 березня 2011 року:
|          | Загалом | Допрацездатний вік | Працездатний вік | Постпрацездатний вік |
| -------- | ------- | ------------------ | ---------------- | -------------------- |
| Чоловіки | 162     | 28                 | 121              | 13                   |
| Жінки    | 180     | 31                 | 108              | 41                   |
| Разом    | 342     | 59                 | 229              | 54                   |